# Liste des filiales du groupe Crédit agricole
 (juillet 2025).
Motif : aucune source secondaire indépendante centrée sur le sujet permettant de vérifier la notoriété
- Archive Wikiwix
- Bing
- Cairn
- DuckDuckGo
- E. Universalis
- Gallica
- Google
- G. Books
- G. News
- G. Scholar
- Persée
- Qwant
- (zh) Baidu
- (ru) Yandex
- (wd) trouver des œuvres sur Wikidata

| 1. | Préciser le motif de la pose du bandeau. | Précisez le motif de la pose du bandeau en utilisant la syntaxe suivante : {{admissibilité à vérifier\|date=juillet 2025\|motif=remplacez ce texte par le motif}}                                                 |
| 2. | Informer les utilisateurs concernés.     | Pensez à avertir le créateur de l'article, par exemple, en insérant le code ci-dessous sur sa page de discussion : {{subst:avertissement admissibilité à vérifier\|Liste des filiales du groupe Crédit agricole}} |

 (juillet 2025).
Si vous disposez d'ouvrages ou d'articles de référence ou si vous connaissez des sites web de qualité traitant du thème abordé ici, merci de compléter l'article en donnant les références utiles à sa vérifiabilité et en les liant à la section « Notes et références ».
 (juillet 2025).
- Si vous ne connaissez pas le sujet, laissez ce bandeau (vous pouvez alors contacter les auteurs).
- Si vous supprimez le contenu mis en cause (vous pouvez préalablement contacter les auteurs),

argumentez précisément cette suppression dans la page de discussion
(un manque de référence n'est pas un argument ; une recherche réelle de référence doit avoir été effectuée, être formellement documentée).
Cet article présente la liste des filiales du groupe Crédit agricole, actuelle ou ancienne.

## Principales filiales métier dugroupe Crédit agricole

### A
| Nom         | Métier                             | Précédemment                                                              | Date de création | Date de l'éventuel rachat |
| Amundi      | Gestion d'actifs                   | Crédit agricole asset management                                          | 2010             | -                         |
| Agos Ducato | Crédit à la consommation en Italie | Fusion des sociétés Agos et Ducato                                        | 2009             | -                         |
| Avem        | Monétique                          | Fusion des GIE CMM, Monecam, Monetica, CIRRA, Somaintel précédemment AVEO | 2013             | -                         |

### B
| Nom      | Métier                                                                                                   | Précédemment | Date de création | Date de l'éventuel rachat |
| BforBank | Banque en ligne                                                                                          | -            | 2009             | -                         |
| Blank    | Néo-banque pour les professionnels indépendants incluant un ensemble de services de gestion d'entreprise | -            | 2020             | -                         |

### C
| Nom                                           | Métier                                                                 | Précédemment | Date de création | Date de l'éventuel rachat |
| Crédit Agricole Immobilier                    | Activités d'agence immobilière (vente / location) et syndic immobilier |              | 1991             |                           |
| Crédit Agricole Group Infrastructure Platform | Gestion de l'infrastructure informatique du groupe Crédit Agricole     |              | 2019             |                           |
| Crédit Agricole Technologies et Services      | Développement des solutions informatiques du groupe Crédit Agricole    |              | 2012             |                           |

### D
| Nom               | Métier | Précédemment | Date de création | Date de l'éventuel rachat |
| Détente et jardin | Presse |              |                  |                           |
| Dossier familial  | Presse |              |                  |                           |

### E
| Nom         | Métier                 | Précédemment | Date de création | Date de l'éventuel rachat |
| ----------- | ---------------------- | ------------ | ---------------- | ------------------------- |
| EFL Leasing | Crédit-bail en Pologne |              |                  |                           |
| Eurofactor  | Affacturage            |              |                  |                           |

### F
| Nom             | Métier                         | Précédemment                                                                                         | Date de création | Date de l'éventuel rachat |
| FCA Bank        | -                              | Joint-venture à 50/50 entre Fiat Group Automobiles et CA consumer finance (Anciennement FGA Captial) |                  |                           |
| Fia-Net         | Solutions de commerce en ligne | |                  | -                         |
| Forso nordic AB | -                              | Joint-venture à 50/50 entre FCE Bank PLC et CA consumer finance                                      |                  |                           |
| Findio          | Prêts en ligne aux Pays-Bas    | |                  |                           |
| FONCARIS        |                                | |                  |                           |

### G
| Nom                    | Métier          | Précédemment                                                                        | Date de création | Date de l'éventuel rachat |
| ---------------------- | --------------- | ----------------------------------------------------------------------------------- | ---------------- | ------------------------- |
| GAC Sofinco AFC CO.Ltd | -               | Joint-venture à 50/50 entre CA consumer finance et Guangzhou Automobile Corporation |                  |                           |
| Groupe Cariparma       | Banque (Italie) |                                                                                     |                  |                           |

### I
| Nom                      | Métier                                            | Précédemment                                                     | Date de création | Date de l'éventuel rachat |
| I comme Info             | Presse                                            |                                                                  |                  |                           |
| Indosuez Private Banking | Banque privée                                     | BGPI, fusion de la Banque de l'Indochine et de la Banque de Suez |                  |                           |
| Idia Capital investment  | Gestion d'investissements et de corporate finance | -                                                                |                  |                           |
| Interbank                | Courtier de CA-CF aux Pays-Bas                    |                                                                  |                  |                           |
|                          |                                                   |                                                                  |                  |                           |

### L
| Nom                      | Métier                                              | Précédemment        | Date de création | Date de l'éventuel rachat |
| ------------------------ | --------------------------------------------------- | ------------------- | ---------------- | ------------------------- |
| La Médicale              | Assurances destinées aux professionnels de la santé |                     |                  |                           |
| LCL - Le Crédit Lyonnais | Banque de proximité                                 | Cl, Crédit Lyonnais | 1963             | 2002                      |
| LCL Banque privée        | Banque privée                                       |                     |                  |                           |
| LIXXBAIL                 | Crédit-bail mobilier et location financière         |                     |                  |                           |

### M
| Nom             | Métier                                            | Précédemment | Date de création | Date de l'éventuel rachat |
| --------------- | ------------------------------------------------- | ------------ | ---------------- | ------------------------- |
| Maison créative | Presse                                            |              |                  |                           |
| Mozaic          | Gamme de produits et services destinés aux jeunes |              |                  |                           |

### N
| Nom     | Métier                             | Précédemment | Date de création | Date de l'éventuel rachat |
| ------- | ---------------------------------- | ------------ | ---------------- | ------------------------- |
| Nexecur | Télésurveillance et téléassistance | CTCAM        |                  |                           |

### P
| Nom        | Métier                                                            | Précédemment | Date de création | Date de l'éventuel rachat |
| Pacifica   | Assurance dommages                                                |              | 1990             |                           |
| Pleinchamp | Portail pour les agriculteurs                                     |              |                  |                           |
| Predica    | Assurance de personnes                                            |              | 1986             |                           |
| Projénor   | Immobilier (Conception d'infrastructures de transport multimodal) |              |                  |                           |

### R
| Nom    | Métier     | Précédemment | Date de création | Date de l'éventuel rachat |
| ------ | ---------- | ------------ | ---------------- | ------------------------- |
| Régal  | Presse     |              |                  |                           |
| Ribank | (Pays-Bas) |              |                  |                           |

### U
| Nom            | Métier | Précédemment | Date de création | Date de l'éventuel rachat |
| UAF Patrimoine | Marque de Prédica, assurance de personnes |              |                  |                           |
| Uni-éditions   | éditeur de presse magazine |              | 1973             |                           |
| Uptevia        | - La gestion du service titre et du service financier - Le montage et la centralisation des opérations sur titres - La gestion des produits de taux - La centralisation et l’organisation des assemblées générales - La gestion des dispositifs d’actionnariat salarié et l’administration des comptes salariés au nominatif |              | 29/08/2001       |                           |

### W
| Nom           | Métier                                                                 | Précédemment | Date de création | Date de l'éventuel rachat |
| Wafasalaf     | Crédit à la consommation                                               |              |                  |                           |
| WineAlley.com | Site internet dédié aux acheteurs professionnels de vins et spiritueux |              |                  |                           |

## Banque de proximité à l'international
Liste non exhaustive (essentiellement en banque de détail).

### Europe

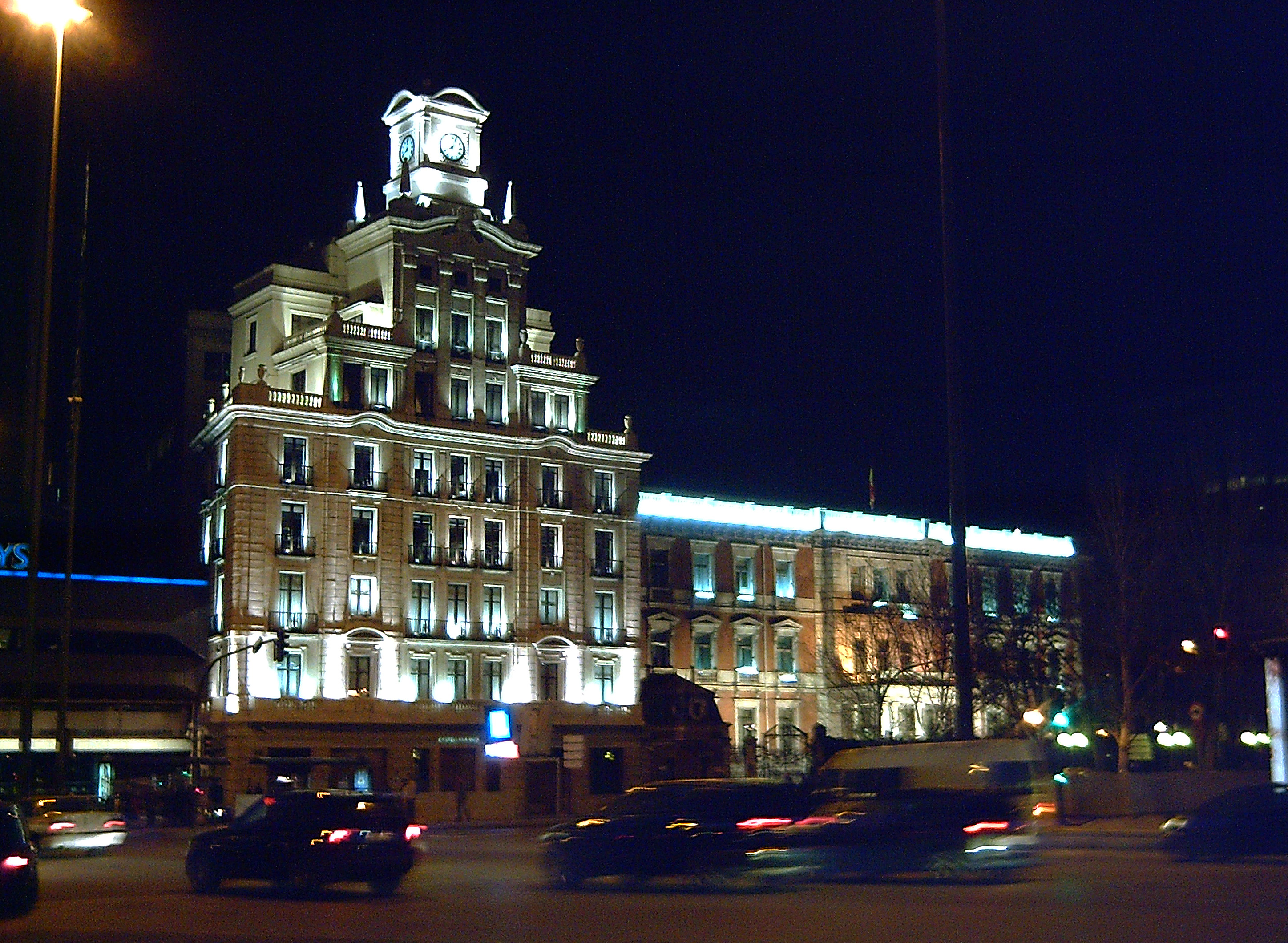
Édifice du Crédit agricole à Madrid (Espagne).

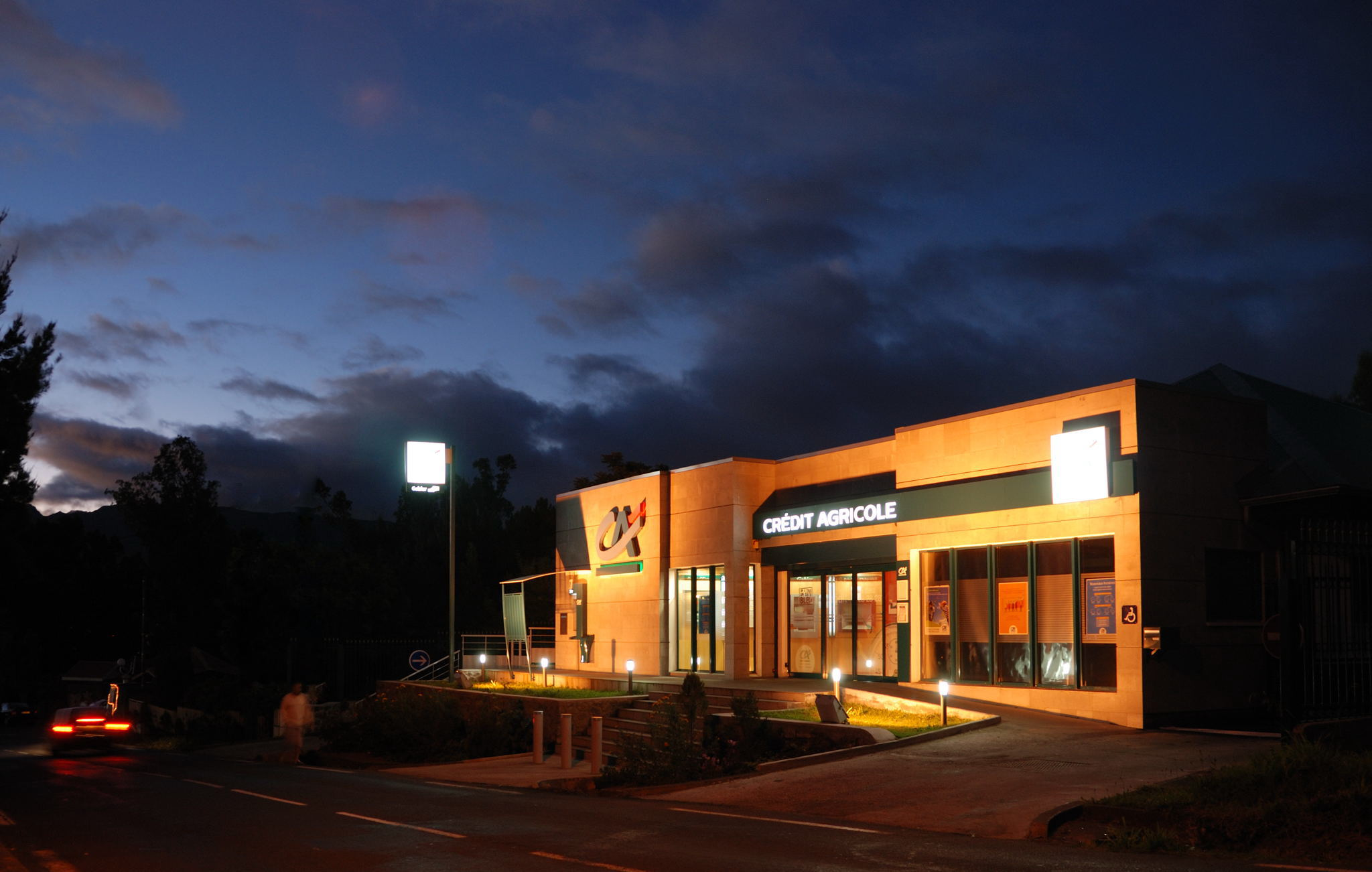
Une agence bancaire du Crédit agricole au Tampon, à La Réunion.

| Nom                                   | Pays     | Détail | Statut |
| Crédit agricole Belgique              | Belgique | Le Crédit agricole acquiert une part de 50 % dans le capital du Crédit agricole Belgique en 2003. Les acquisitions ultérieures de ce dernier permettent au Groupe de renforcer son assise financière (Europabank en 2004) et confirment son expertise en tant que leader du trading en Belgique (Keytrade Bank en 2007). |        |
| Bankoa                                | Espagne  | Banque régionale acquise en 1997 (environ 40 agences, principalement situées dans les provinces basques ; le nom signifie La Banque en basque) : c'est la caisse régionale de Pyrénées-Gascogne (alors dirigée par Georges Pauget) qui a racheté Bankoa, Crédit agricole SA n'y ayant participé qu'à hauteur de 5 %. Participation dans Bankinter (20 % du Capital de la 5e banque espagnole en novembre 2007). Le 28 janvier 2021, le Crédit Agricole et sa caisse régionale Crédit Agricole Pyrénées Gasgogne cèdent Bankoa au groupe bancaire espagnol, Abanca. |        |
| Emporiki                              | Grèce    | En août 2006, le Crédit agricole prend 72 % de cette banque (troisième en nombre d’agence et cinquième par les actifs en Grèce) pour 2 milliards d'euros. C'est alors la plus grosse acquisition du groupe à l'étranger. Cependant, il faut noter qu'Emporiki n'est pas plus important en taille que le Crédit agricole d'Île-de-France, la caisse régionale la plus puissante. Depuis son acquisition, Emporiki n'a créé aucune valeur pour le Crédit agricole, le montant de ses pertes étant supérieur à celui des bénéfices dégagés sur 2006-2008 ,. En 2012, le Crédit agricole se défait pour un euro symbolique d'Emporiki, qu'il avait dû recapitaliser. Le coût total de l'engagement grec aura été près de 9 milliards. | Vendu  |
| Cariparma et Friuladria et Carispezia | Italie   | À la suite de la fusion de Banca Intesa (dont le Crédit agricole possède 18 %) et de San Paolo IMI, le Crédit agricole acquiert deux réseaux de Banca Intesa en contrepartie de son accord à la fusion. Le Crédit agricole se retrouve donc à la tête du réseau de Cariparma (311 agences) et de Friuladria (150 agences) ainsi que de 193 agences reprises à Banca Intesa. Bien que ce nouvel ensemble représente une part de marché minuscule de 2 % à 3 % en Italie à travers 654 agences, c'est la plus grosse expansion internationale du groupe pour près de 6 milliards d’euros. À titre de comparaison, BNL, filiale de BNP Paribas, représente près de 10 % du marché italien.                                           |        |
| Credit agricole Bank Polska (pl)      | Pologne  | Anciennement Lukas Bank, plus de 440 agences à travers tout le pays. |        |
| Crédit agricole banka Srbija Novi Sad | Serbie   | Fait son entrée au sein du groupe Crédit agricole en avril 2005. Le Crédit agricole acquiert alors 71 % pour 34 millions d’euros. |        |
| Crédit Agricole next bank (Suisse) SA | Suisse   | D'après son site internet, elle possède 11 agences (3 à Genève, 1 à Zurich, 1 à Lausanne, 1 à Fribourg, 1 à Bâle, 1 à Neuchâtel, 1 à Yverdon-les-Bains et 1 à la Chaux-de-Fonds), emploie 210 collaborateurs et compte 50 000 clients. |        |
| Crédit agricole Ukraine               | Ukraine  | Elle possède 186 agences et 210 000 clients en Ukraine. Elle a été achetée pour 220 millions d'euros en août 2006. |        |

### Afrique
| Nom                          | Pays          | Détail | Statut |
| Crédit du Maroc              | Maroc         | Le Crédit agricole possède 52,64 % de cette ancienne filiale de LCL. | vendu  |
| Egyptian American Bank       | Égypte        | Le groupe est acquis en février 2006 par le Crédit agricole (75 %) et son partenaire égyptien El Mansour & El Maghraby Investment (25 %) pour 421,4 millions d’euros. Cette banque possède le troisième réseau privé du pays avec 2 % de part de marché.                                                                            | vendu  |
| Société ivoirienne de banque | Côte d'Ivoire | Le Crédit agricole détenait 51 % des parts, le reste étant détenu par l'État ivoirien. La SIB fait partie des 4 grosses banques du pays avec la BICICI (filiale de BNP Paribas), la SGBCI (filiale de la société générale) et la BIAO. La participation du Crédit agricole a été vendue en 2009 à la banque marocaine Attijariwafa. | vendu  |
| BNI Madagascar               | Madagascar    | Ancienne filiale du Crédit lyonnais racheté par le Crédit agricole. | vendu  |

### Amérique du Sud
| Nom                  | Pays    | Détail | Statut |
| Crédit Uruguay Banco | Uruguay | Quatrième banque privée d’Uruguay avec 11 % de part de marché. Filiale à 100 % du Crédit agricole, elle est issue du rapprochement de Banca Acac et Banco Sudameris. | Vendu  |